# حي البطحاء (الرياض)
حي البطحاء هو أحد الأحياء التابعة لبلدية البطحاء في مدينة الرياض.